# Stefan Svensson
Stefan Erling Aron Svensson, född 9 februari 1955 i Hede församling i Göteborgs och Bohus län, är en svensk politiker för Moderaterna som var kommunalråd i Partille mellan 1991 och 2018. Han var även ledamot i Kommunfullmäktige, ordförande i Kommunstyrelsen och ordförande i Kommunstyrelsens arbetsutskott (KSAU). Stefan Svensson var även ersättare i förbundsstyrelsen för Sveriges Kommuner och Landsting.